# 白金の夜明け
『白金の夜明け』（はっきんのよあけ）は 2016年2月17日に発売された、ももいろクローバーZの4thアルバム（3rdアルバムと同時発売）。
音楽業界では珍しい、オリジナルフルアルバムの2作同時リリースという試みが行われ〝生と死とファンタジー〟をテーマに計20曲もの新曲が含まれる。本作はその2枚目にあたる。
両アルバムはオリコンランキングで1位と2位を独占。自身2度目の達成であり、女性アーティストとしては初の快挙となった。日本レコード協会・ゴールドディスク認定（累計出荷10万枚以上25万枚未満）。
アルバムの世界観を再現するため、グループ初の全国ドームツアー『MOMOIRO CLOVER Z DOME TREK 2016 “AMARANTHUS/白金の夜明け”』を行った。

## 両アルバムの世界観
- 3rdアルバム『AMARANTHUS』

起きて見る夢がテーマで、人の一生を扱う。生演奏の比重が高く、リアルな人生を表現。
- 4thアルバム『白金の夜明け』（本作）

寝て見る夢がテーマで、ファンタジーを扱う。打ち込みの比重が高く、妄想世界を表現。

## 本アルバムの概要
| 専門評論家によるレビュー             | 専門評論家によるレビュー   |
| レビュー・スコア                     | レビュー・スコア           |
| 出典                                 | 評価                       |
| ------------------------------------ | -------------------------- |
| 『ミュージックマガジン』（原田和典） | · （同氏の平均評点は7.05） |
| Billboard JAPAN（杉岡祐樹）          | 肯定的                     |

『白金の夜明け』は、時間軸を超えたパラレルワールドやファンタジーを描いたアルバム。メンバーの玉井詩織は「現実ではあり得ないような世界観だけど、どこか現実と通じるものもある」としている。
タイトルの「白金＝プラチナ」は、決してさびないものの象徴であり、5人で末永く続くグループへの幕開けとしての意味合いがある。
収録曲の作家陣は、ORANGE RANGEのNAOTO、ヒップホップ集団KING OF DIGGIN' PRODUCTIONを率いるMURO、米国ロックバンドのKISSなど幅広く、アルバム最後のトラックは、シンガーソングライターとしてのキャリアもある、KinKi Kidsの堂本剛による作詞作曲で、ジャニーズ事務所所属タレント以外への提供は、これが初めて。
アルバム発売前には、ももいろクローバーZと縁のある著名人達が、本作の収録曲を試聴している様子を視聴することが出来る「試聴×視聴ビデオ」が公開された。

## 収録曲
1. 個のA、始まりのZ -prologue-
作詞：只野菜摘 / 作曲・編曲：NARASAKI
  - 3rdアルバム『AMARANTHUS』からのつながりをイメージして作られ、「HAPPY Re:BIRTHDAY」のメロディが引用されている。
2. 桃源郷（とうげんきょう）
作詞：森由里子 / 作曲・編曲：NARASAKI
歌詞・動画 - 歌ネット
  - 桃源郷とは理想の世界を意味する。
3. 白金の夜明け（はっきんのよあけ）
作詞：前田たかひろ / 作曲・編曲：横山克
歌詞・動画 - 歌ネット
  - 2023年には、「白金の夜明け -ZZ ver.-（ダブルゼータ バージョン）」を、2018年以降のメンバー4人体制バージョンとして制作。配信限定アルバム『ZZ’s III』に収録された。
4. マホロバケーション
作詞：六ツ見純代 / 作曲・編曲：invisible manners
歌詞・動画 - 歌ネット
  - 本アルバムのリード曲
  - タイトルは造語で「マホロバ（素晴らしい場所）での休暇」という意味。作詞の六ツ見純代は、「きっとファンの方にとって、ももクロちゃんのライブはそういう場所であろうという発想から」だとしている[10]。
  - 間奏の英語は“Ladies & Gentlemen! The most exciting space show you've ever witnessed. Become a brand new exciting recreation artist group of heaven. Appearing live! Momoiro Clover Z!”
  - 2021年には、「マホロバケーション -ZZ ver.-（ダブルゼータ バージョン）」を、2018年以降のメンバー4人体制バージョンとして制作。配信限定アルバム「ZZ’s II」に収録された。
5. 夢の浮世に咲いてみな
作詞：岩里祐穂 & ポール・スタンレー / 作曲：ポール・スタンレー & グレッグ・コリンズ / 編曲：KISS & グレッグ・コリンズ
歌詞・動画 - 歌ネット
  - 13thシングル
6. ROCK THE BOAT（ロック ザ ボート）
作詞：岩里祐穂 / 作曲・編曲：ニコール・モリエ & グレッグ・カースティン
歌詞・動画 - 歌ネット
  - ブリトニー・スピアーズが"Dangerous"というタイトルで歌う予定であった楽曲を、デモ段階で制作を保留してもらい譲り受けた経緯がある。
  - 作曲のグレッグ・カースティンはグラミー賞受賞作家であり[11]、2015年に手がけたアデルの"Hello"は世界的ヒット曲になった。
  - タイトルは「波乱を起こす」という意味。
7. 希望の向こうへ（きぼうのむこうへ）
作詞：桑原永江 / 作曲・編曲：佐藤晃
歌詞・動画 - 歌ネット
  - 高城れにをフィーチャーした楽曲で、ソロコンサートで発した「私からみんなを手放したりはしない」というメッセージが歌詞に反映されている。
8. カントリーローズ -時の旅人-（カントリーローズ ときのたびびと）
作詞・作曲・編曲：NAOTO
歌詞・動画 - 歌ネット
9. イマジネーション
作詞・作曲・編曲：清竜人
歌詞・動画 - 歌ネット
  - もう1枚の『AMARANTHUS』でも清竜人の提供曲が9曲目となっており、両アルバムを繋ぐ役割となっている。
10. MOON PRIDE
作詞・作曲・編曲：Revo
歌詞・動画 - 歌ネット
  - 12thシングル
11. 『Z』の誓い
作詞：森雪之丞 / 作曲：NARASAKI / 編曲：NARASAKI・ゆよゆっぺ
歌詞・動画 - 歌ネット
  - 15thシングル
12. 愛を継ぐもの（あいをつぐもの）
作詞・作曲：前山田健一 / 編曲：Tom-H@ck
歌詞・動画 - 歌ネット
  - 楽曲中に出てくる年号は、B.C.2million→アウストラロピテクス、B.C.69 to 30→クレオパトラ、A.D.1793→マリー・アントワネット、A.D.1997→マザー・テレサを意味している。
13. もっ黒ニナル果て（もっくろになるはて）
作詞：MURO・BOO / 作曲・編曲：MURO・SUI
歌詞・動画 - 歌ネット
  - 「もっ黒」とは「ももクロとモノノフの一体感が最高潮になった状態」を指す[12]。元ネタは、作曲を手掛けたMUROのシングル『THE VINYL ATHLETES』のサブタイトル「真ッ黒ニナル果テ」である（レコードを扱う手のひらが汚れて真っ黒になることを表現していた）。
14. 桃色空（ピンクゾラ）
作詞・作曲：堂本剛 / 編曲：堂本剛・十川ともじ
歌詞・動画 - 歌ネット
  - 音楽番組などで度々共演している縁から、堂本剛が声をかけたことがきっかけとなり、事務所の垣根を越えた楽曲提供が実現した。野外ライブなどで、空がピンク色になる時間帯に5人が歌っている姿を思い浮かべて書き下ろした曲。2枚のアルバムを締めくくる曲ということで、両作品のテーマである「命」と「夢」を描いている。ギター演奏でも参加、レコーディングの際にはメンバーへのディレクションも行っている。
  - それまでの持ち歌になかったソウル・バラードであるとメンバーは述べている[13]。
  - 10周年BESTアルバム『MOMOIRO CLOVER Z BEST ALBUM「桃も十、番茶も出花」』＜初回限定 -モノノフパック-＞のファン投票企画で2位に選ばれている。

### Blu-ray（初回限定盤のみ）
1. マホロバケーション（ミュージックビデオ）
2. 白金の夜明け（ドキュメンタリー ミュージックビデオ）
3. Documentary of "白金の夜明け"

## 参加ミュージシャン
[ ]は演奏時間
| 個のA、始まりのZ -prologue- [2:32] - All Instruments：NARASAKI 桃源郷 [4:42] - All Instruments：NARASAKI 白金の夜明け [6:08] - 1st Violin：沖増菜摘 - 2nd Violin：銘苅麻野 - Viola：三品芽生 - Guitar：堤博明 - Keyboards & Programming：横山克 マホロバケーション [4:29] - Programming：invisible manners - Guitar：伏見蛍 - Bass：ハマ・オカモト（OKAMOTO'S） - Drums：ピエール中野（凛として時雨） - Trumpet：小澤篤士 - Saxophone：竹上良成 - Trombone：鹿討奏 夢の浮世に咲いてみな [4:40] - Guitar：ポール・スタンレー & トミー・セイヤー - Bass：ジーン・シモンズ - Drums：エリック・シンガー - Programming & Synthesizer：グレッグ・コリンズ - Chorus：KISS ROCK THE BOAT [3:05] - Programming & Bass & Guitar & Drums & Keyboards：グレッグ・カースティン 希望の向こうへ [5:16] - Programming & Guitar & Mandolin：佐藤晃 - Bass：野間口ヒロシ カントリーローズ -時の旅人- [5:29] - Bass & Guitar & Programming：NAOTO | イマジネーション [4:40] - Programming & Guitar：清竜人 MOON PRIDE [3:42] - Electric Guitar：マーティ・フリードマン - Bass：長谷川淳 - Piano & Organ：五十嵐宏治 - Drums：淳士 - Strings：弦一徹ストリングス - Timpani：三沢またろう - Programming：Revo 『Z』の誓い [4:49] - Guitar & Programming：NARASAKI - Charango & Programming：ゆよゆっぺ 愛を継ぐもの [4:06] - Guitar & All Programming：Tom-H@ck - Chorus：木村綺羅羅 - Strings：小寺里奈ストリングス - Strings Arrange：Tom-H@ck、戸田有里子 もっ黒ニナル果て [4:06] - Programming：MURO、SUI 桃色空 [5:38] - Programming & Acoustic Piano & Wurlitzer Electronic Piano：十川ともじ - Guitar：堂本剛、竹内朋康、山口隆志 - Bass：鈴木渉 - Drums：Duttch - Trumpet：Luis Valle - Saxophone：かわ島崇文 - Trombone：SASUKE - Chorus：Tiger Lyn |